# Koncert w Mega Clubie
Koncert w Mega Clubie – pierwszy album DVD polskiego rapera Grubsona. Wydawnictwo ukazało się 9 grudnia 2011 roku nakładem wytwórni muzycznej MaxFloRec. Na płycie znalazł się występ rapera zarejestrowany w katowickim Mega Clubie 24 września 2011 roku. Nagrania zostały zarejestrowane przez Filipa Konieczko i Karola Żygadło, który wykonał także miksowanie i mastering. Z kolei materiał filmowy zrealizował dom produkcyjny Drop Free Media Group (zdjęcia: Bartosz Kocot; operatorzy kamer: Wojciech Ratajczak, Piotr Jasiukiewicz, Rafał Woźniak, Bartosz Kocot, Marcin Burcek; operator kranu: Piotr Maciejewski; dyżurni planu: Maciej Białas, Daniel Skrzyniarz; montaż: Grzegorz Górecki; produkcja: Bartosz Kocot, Marcin Burcek; authoring i animacje: Łukasz Stolarski).  

## Lista utworów
1. "Intro"
2. "Rób swoje"
3. "Moc"
4. "Boobox"
5. "O.R.S. + Nowa Fala" (gościnnie: Bu, Metrowy, Majkel)
6. "Naprawimy to" (gościnnie: Emilia)
7. "Wakacje" (gościnnie: BRK, Metrowy, Bu)
8. "Będąc sobą"
9. "Ruffneck"
10. "Serce"
11. "Nie ma to jak"
12. "Antidotum" (gościnnie: BRK, Jarecki)
13. "Piosenka robocza" (gościnnie: Metrowy, Bu, Emilia, Majkel)
14. "Nie nie nie"
15. "Na szczycie"
16. "Gruby brzuch" (gościnnie: BRK)
17. "Koniec"
18. "JEA?!?"
19. "Fejm" (gościnnie: Rahim)
20. "Polonez" (gościnnie: Metrowy)
21. "Szczery"

Materiał dodatkowy
1. "Gruby brzuch – Zacieszacz" (gościnnie: Bu)
2. "Wręczenie platynowej płyty"
3. "Konkurs"